# AMD 10h

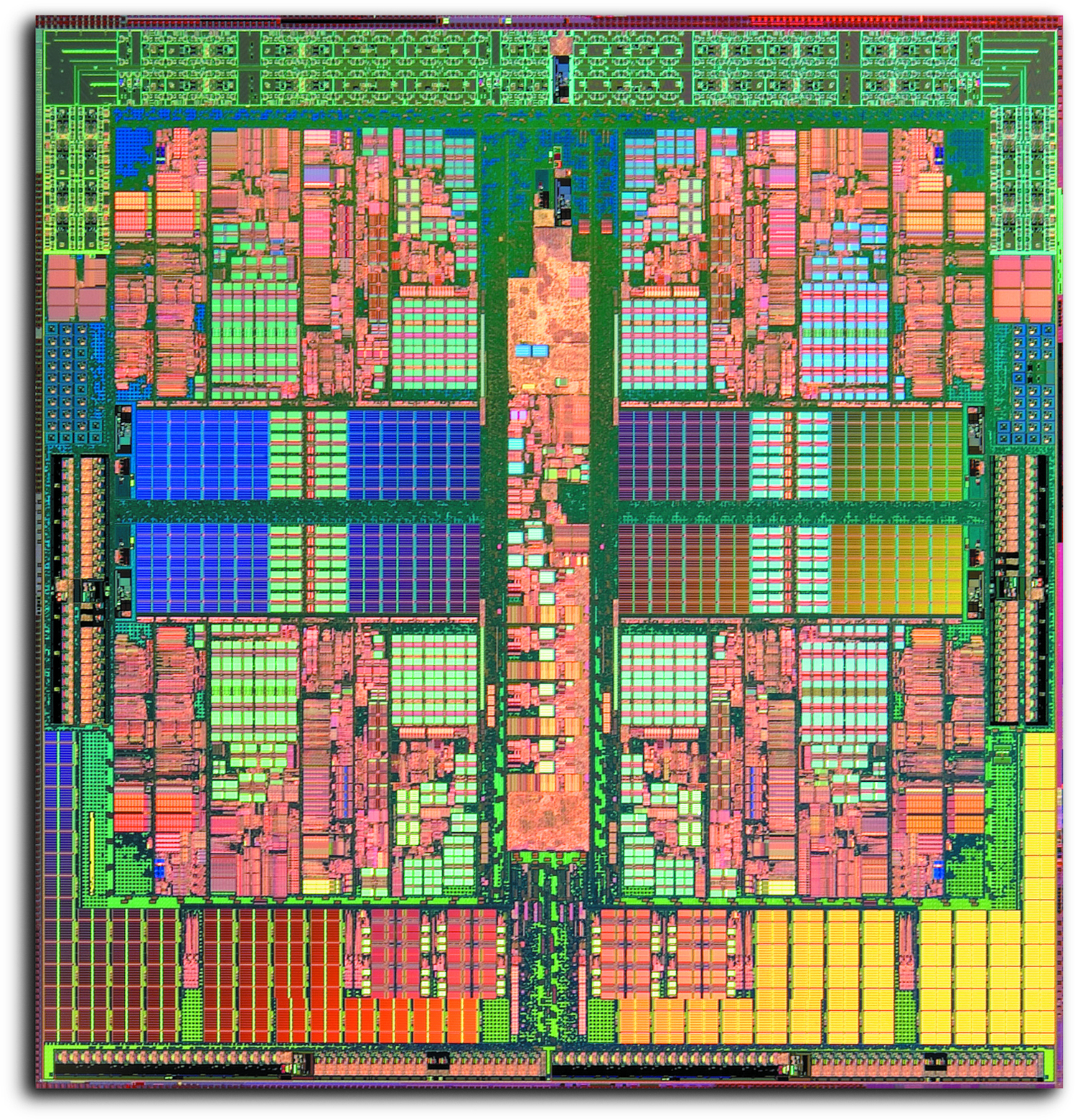
Čtyřjádrový procesor AMD Opteron (pohled zepředu, bílé pozadí)

AMD K10 je jádro procesorů vyvinuté společností AMD. Někdy je označován jako AMD 10h. Nové jádro bylo představeno v roce 2007 a bylo použito v procesorech AMD Phenom a Opteron. Vychází z jádra AMD K8.

## TLB Bug
Jádro v první uvedené revizi obsahovalo TLB Bug, ten se projevoval nestabilitou při maximálním zatížení procesoru a současném využití instrukcí pro hardware virtualizaci, tzv. AMD-V.